# Al-Qadir
Abû al-`Abbâs al-Qâdir bi-llah Ahmad ben al-Muqtadir, surnommé al-Qâdir, est né en 947. Il a succédé comme calife abbasside de Bagdad à son cousin At-Ta'i, contraint d'abdiquer par les vizirs bouyides en 991. Il est le fils d'Al-Muttaqi et petit-fils d'Al-Muqtadir, il convoitait la place de calife depuis longtemps. Il est mort le 29 novembre 1031 après un règne de près de quarante ans. C'est son fils Al-Qa'im qui lui a succédé.

## Biographie
Au début de son règne al-Qâdir semblait satisfaire les Bouyides en étant le calife docile qu'ils souhaitaient avoir. Il semblait même soutenir l'orientation chiite de ses tuteurs.
En 997, l'émir Bouyide Fakhr ad-Dawla `Alî est décédé, ce qui a permis à Bahâ' ad-Dawla Fîrûz de renforcer sa position dans le Fars aux dépens des fils d'`Izz ad-Dawla Bakhtiyâr. Baha' ad-Dawla est resté à Chiraz jusqu'à la fin de son règne. Il ne contrôlait plus que Bagdad et Wasit en Irak. Al-Qâdir profita de l'éloignement de son tuteur Bouyide pour reprendre son autonomie avec le soutien des Ghaznévides qui se montrèrent des alliés. Par la suite les querelles entre Bouyides ont facilité cette prise d'autonomie du calife.
Baha' ad-Dawla ne  défend pas vraiment ses frontières laissant ses voisins grignoter son territoire. Il meurt en 1012 laissant le pouvoir à son fils Sultan ad-Dawla. Ce dernier perd complètement le contrôle de l'Irak au profit d'un autre Bouyide Mucharrif ad-Dawla et reste confiné dans le Fars (1021). Mucharrif ad-Dawla est rapidement remplacé par Jalâl ad-Dawla en 1024. Il s'ensuit une querelle de succession. L'armée turque finit par choisir Jalâl ad-Dawla comme successeur en juin 1027.

### Conquête du Sind par les Ghaznévides
En 1001, le Ghaznévide Mahmûd commence une série de campagnes de pillage en direction du Sind. En 1008, Mahmûd écrase les armées indiennes et se livre à de nouveau au pillage. Il annexe le Panjâb à son territoire. Avec le butin Mahmûd transforme Ghaznî en un grand centre d'art et de culture qui accueille un grand nombre de savants et d'artistes, parmi lesquels Ferdowsi et Al-Biruni. Mahmûd effectue sa dernière expédition en 1024-1026. Elle est restée célèbre par l'ampleur de ses destructions.

### Fatimides en Palestine
Le califat chiite fatimide menace l'empire en Syrie et particulièrement en Palestine. En 1009, Al-Hakîm fait détruire l'église du Saint-Sépulcre à Jérusalem. Il persécute les chrétiens et les autres dhimmis de Palestine. Il provoque des conversions forcées en Égypte. Cette destruction du Saint-Sépulcre fut le prétexte à la première croisade en 1096.

### Restauration du Sunnisme
Bien qu'entouré de menaces chiites de tous les côtés, Al-Qâdir avait le soutien des Turcs sunnites Ghaznévides à l'Est et plus tard des Seldjoukides au Nord.
En 1004, aI-Qâdir refusa de nommer grand-cadi et président du tribunal des Habous, celui que l'« émir des émirs » Baha' ad-Dawla Firuz présentait. En 1011, alors que le soutien aux Fatimides se développait de façon considérable au sein même de son califat, il ordonna la rédaction du Manifeste de Bagdad (en), un document, rédigé par un certain nombre de généalogistes sunnites et duodécimains,  qui remettait en cause l'appartenance des Fatimides aux ahl al-bayt (la famille élargie de Mahomet), leur attribuant plutôt une ascendance juive. En 1018, il fit donner lecture solennelle d'une « profession de foi », appelée de son nom la « Risâla al-qâdiriya », par laquelle il faisait du hanbalisme la doctrine officielle. Ainsi il condamnait les doctrines chiites mais aussi le Mutazilisme ainsi que l'Acharisme. En 1029, il décida de la « fermeture de la porte de l'ijtihad » (interprétation novatrice des textes fondateurs de l'islam). Dans les siècles qui suivirent cette décision, les ouléma ne feront généralement que répéter ce que leurs prédécesseurs ont dit, en y adjoignant quelques ajouts plus ou moins superflus.   
Mohammed Arkoun (1928-2010) considère que ces décrets ont annoncé la mort de la pensée philosophique en islam. Il considère qu'Ibn Rushd (Averroès, mort à Marrakech en 1198) est le dernier philosophe musulman consistant jusqu'à l'époque moderne.

### Fin du règne
En 1031 peu avant sa mort, Al-Qâdir échappant complètement au contrôle des Bouyides, parvint à désigner son fils Al-Qâ'im comme successeur.

### Documentation externe
- (ar)  العباسيون/بنو العباس في بغداد
- (en) The Caliphate, its rise, decline and fall, by William Muir Chapter LXXV, Buweihid Dynasty, Al-Muti', At-Tai', Al-Kadir, and Al-Kaim, Caliphs
- Dictionnaire historique de l'islam, Janine et Dominique Sourdel, Éd. PUF,  (ISBN 978-2-13-054536-1)